# Adverbial
Adverbial är en gemensam benämning för andra satsled än verb, subjekt, objekt, predikativ. Adverbialen används för att bestämma den aktion som verbet och verbfrasen ger uttryck för (verbfrasadverbial) eller för att kommentera hela satsen eller yttrandet av den (satsadverbial). Adverbial delas in i olika undertyper utifrån sin semantik, det vill säga vilken betydelse de har i eller tillför till satsen. I svenskan kan adverbial ha många olika former, men de vanligaste är prepositionsfras, adverbfras, adjektivfras och bisats.

### Verbfrasadverbial
Verbfrasadverbial är sådana som anger omständigheter för den aktion som uttrycks av verbfrasen. Verbfrasadverbial kallas även för TSRO-adverbial, innehållsadverbial eller omständighetsadverbial, men dessa benämningar omfattar inte partikeladverbialen, som också räknas som verbfrasadverbial. Verbfrasadverbial kan vara bundna, det vill säga nödvändiga för att satsen ska vara semantiskt fullständig, eller fria, det vill säga mindre nödvändiga; gränsen mellan bundna och fria adverbial är dock inte alltid given. I svenskan placeras verbfrasadverbial typiskt i satsens slut, men kan även i många fall flyttas till satsens fundament, och mer sällan till satsadverbialets plats. 

### Satsadverbial
Satsadverbial är adverbial som kommenterar hela satsen eller språkhandlingen. De kan till exempel ge uttryck för talarens attityd eller bedömning av satsinnehållet, begära respons från mottagaren eller knyta satsen till övriga texten (eller kontexten). Negation uttrycks i många språk med satsadverbial. I svenskan placeras satsadverbial typiskt strax efter verbet i huvudsats, och strax före verbet i bisats, den så kallade BIFF-regeln.

## Bundna verbfrasadverbial
Bundna adverbial är sådana som är mer eller mindre nödvändiga för att huvudbudskapet ska gå fram, och ibland också för den grammatiska fullständigheten – till exempel kräver det svenska verbet bo alltid ett adverbial. Bundna adverbial anger typiskt rum, tid, sätt, följd eller deltagare. Hit räknas även verbpartikel. Följande är exempel på bundna adverbial i svenskan.

### Rumsadverbial
Bundna rumsadverbial uppvisar större semantisk variation än fria rumsadverbial. Följande huvudtyper kan urskiljas:
- Befintlighet: De bor i ett ruckel, Vi är inte hemma
- Riktning: Vi ska åka till slottet, De flyttar österut
- Mål: Lägg den i lådan, Bea hamnade på utkanten
- Väg: Anna och Eva reser genom Europa, Nils och Jonas färdas havsvägen

### Tidsadverbial
Bundna tidsadverbial är mindre varierade än sina fria motsvarigheter, och betecknar sällan annat än tidfästning eller varaktighet.
- Tidfästning: Filmen utspelar sig på 1800-talet, Premiären är på fredag
- Varaktighet: Vi tittade tills vi tröttnade, Popcornen räckte i knappt tjugo minuter

### Sättsadverbial
Bundna sättsadverbial anger ofta beteende, sinnesintryck eller resultat, medan fria sättsadverbial kan uppvisa andra relationer.
- Beteende: Barnen uppför sig som ligister
- Sinnesintryck: Flingorna smakar som kartong, Det känns som om man vore där, Jag mår fruktansvärt
- Resultat: De skriker så att jag blir tokig, Förvara produkten kallt

### Kausalitetsadverbial
Bundna kausalitetsadverbial anger i princip bara följd, och alltså inte orsak, villkor eller avsikt, som de fria adverbialen kan göra.
- Följd: De håller på så att jag måste ringa polisen, Han sjöng henne till sömns

### Objektliknande adverbial
Objektliknande adverbial, även kallade prepositionsobjekt, används för att uttrycka deltagare i verbaktionen som annars hade kunnat uttryckas som objekt eller ibland subjekt.
- Direkt objekt: Hon skriver på ett brev (jämför Hon skriver ett brev)
- Indirekt objekt: Jakob bakade en tårta till honom (jämför Jakob bakade honom en tårta)
- Subjektliknande: Det kryllade av insekter (jämför Insekter kryllade)

### Partikeladverbial
Partikeladverbial, eller verbpartiklar, är de adverbial som är starkast bundna till verbet. Ibland räknas de som en egen kategori adverbial, och ibland räknas de inte som adverbial över huvud taget, utan som en del av det lexikala verbet. De kan ha olika former, men vanligast är prepositioner och adverb.
- Preposition: lägga av, hålla för, komma på
- Adverb: lägga in, stänga igen, slå upp
- Adjektiv: göra klart
- Substantiv: ta slut
- Prepositionsfras: ro i land, ta till vara

## Fria verbfrasadverbial
Fria adverbial anger omständigheter som inte direkt är knutna till verbaktionen, och strukturellt oberoende av verbfrasens struktur. Fria adverbial kan ange många olika betydelser; i det följande ges exempel för svenska språket.

### Aktionsbeskrivande adverbial
Aktionsadverbial är sådana som karakteriserar verbaktionen som sådan. Även om dessa i regel räknas som fria adverbial är de också närmare bundna till verbet än vad andra typer av fria adverbial är.
- Sätt: Grabben satt helt stilla framför datorn, Hans syster sprang högljutt omkring, En efter en steg de in
- Medel: Sylvia prövade isen med foten, Hon testade längre ut genom att kasta ut en sten
- Grad: Jag tycker mer om ris än pasta, Skynda innan de stänger helt
- Mått: Priset har gått upp med tolv procent, Han gick ner tio kilo när han var sjuk
- Följeslagare: Anna sprang till tåget tillsammans med Eva, Nils åkte hem utan Jonas
- Ersättning: Paret bakade muffins istället för bullar
- Beledsagare: Han gick därifrån med hatten på sned, Kvar stod jag utan en tråd på kroppen

### Aktantangivande adverbial
Aktantadverbial är fria adverbial som typiskt betecknar animata aktanter, det vill säga personer eller andra levande referenter som är inblandade i verbaktionen. Det kan vara den som upplever verbaktionen, den som gynnas eller missgynnas av den, eller den agent som utför den passivt uttrycka verbaktionen (motsvarande subjekt i en aktiv sats).
- Upplevare: Klockan elva är för sent för barnen, För mig är det väldigt märkligt
- Gynnad/missgynnad: Kan du hämta paketet åt mig?, De klantade till det för både sig själva och oss andra
- Agent: Jag slogs av insikten att något inte stämde, Förslaget röstades ner av oppositionen

### Rumsadverbial
Fria rumsadverbial anger i regel befintlighet eller sträcka; andra typer av rumsadverbial är i regel bundna.
- Befintlighet: Hon stannade kvar i Stockholm i flera veckor, Vi hörde nyheten utanför kontoret
- Sträcka: De sprang 200 meter, Han cyklade de två milen till skolan varje dag

### Tidsadverbial
Fria tidsadverbial anger olika typer av tidsrelation, eller fokuserar verbaktionens tid i jämförelse med en annan verbaktions. Eftersom tidsadverbial är lösare bundna till verbet finns också fler typer av fria tidsadverbial än av bundna sådana.
- Tidfästning: Hon skulle hälsa på innan vi börjar åka, Mellan halv nio och halv tio släcker vi lamporna
- Upprepning: Den döde verkar ha sprungit in i kniven tre gånger, Det brukar vara möte varje vecka
- Varaktighet: Han låg i solen i två timmar, Han skrev boken på en månad
- Fokusering: Nils hade fortfarande inte hört av Jonas, De är inte tillsammans längre

### Kausalitetsadverbial
Fria kausalitetsadverbial anger olika kausala relationer, inklusive orsak, följd, avsikt och villkor.
- Orsak: Han raderade numret av misstag, Klara orkade inte springa eftersom hon var så otränad
- Följd: Han skrattade så löständerna åkte ut, Till vår förtret skrek barnen hela natten
- Avsikt: Hon måste springa för att hinna med bussen, Jag behöver gå ut för lite luft
- Villkor: Vill du inte ha rummet får du säga till i tid, Jag bekräftar bokningen om du inte invänder

### Jämförelseadverbial
Jämförelseadverbial är fria adverbial som anger likhet eller skillnad hos en aktant eller aktion
- Likhet: De vägrar precis som du att flyga, I likhet med kräldjuren lägger de flesta groddjur ägg
- Skillnad: Till skillnad från dig vet jag hur man gör, Jag har jobbat hårt medan du bara slappat

### Avseendeadverbial
Avseendeadverbial är övriga fria adverbial som klassificerar verbaktionen.
- Avseende: Hen vill byta namn juridiskt också, För min del spelar det ingen roll

## Satsadverbial
Till skillnad från verbfrasadverbial så hänför sig satsadverbial till hela satsens innehåll eller språkhandling. Med satsadverbial kan man ange om satsens innehåll är sant eller inte, hur sannolikt det är, om det är bra eller dåligt eller om det strider mot förväntan. Satsadverbial kan också ange hur satsens innehåll förhåller sig till andra föregående satser, framhäva enskilda satsled, eller förneka hela satsen. 

### Modala satsadverbial
Modala satsadverbial fungerar som subjektiva kommentarer på satsen. De uttrycker sannolikhet, förstärkning, hänvisning, evaluering eller språkhandlingskommentar.
- Sannolikhet: Vi kommer förmodligen inte fram förrän imorgon, Anders har garanterat köpt läsk
- Förstärkning: Jag har minsann inte fått något sms, Det borde du ju veta
- Hänvisning: Enligt SMHI ska det regna idag, Vad jag vet är han utomlands
- Evaluering: De har lyckligtvis inte sett något, Tyvärr vet vi inte mer i nuläget
- Språkhandlingskommentar: Det var ärligt talat det bästa som kunde hända, Om du undrar så ligger toaletten på övervåningen

### Konjunktionella satsadverbial
Konjunktionella adverbial liknar konjunktioner på så sätt att de anger logiska relationer mellan den aktuella satsen och en annan sats, eller mellan led inom satsen.
- Additiv: Han hade dessutom glömt plånboken, Jag vill väl också följa med
- Adversativ: Däremot fanns det en kinesisk restaurang bara runt hörnet, Det finns dock andra drycker
- Konklusiv: Det kommer alltså att regna hela nästa vecka, Således avslutar vi mötet redan nu
- Explanativ: Imorgon ska vi nämligen åka hem, Han har nämligen inte ringt
- Disjunktiv: Tillsätt antingen timjan eller oregano, Det finns varken kaffe eller te

### Fokuserande satsadverbial
Fokuserande adverbial används för att framhäva enskilda satsled och ställa deras referent i kontrast till andra alternativ, eller framhäva hela satsen i förhållande till tidigare satser.
- Exkluderande: Jag älskar bara dig, Endast ett namn stod på skärmen
- Partikulariserande: Framför allt måste vi handla, Det är specifikt Mia jag menar
- Minimal: Vi måste åtminstone skicka ett vykort, Lettland har i alla fall koll på läget
- Maximal: De skickade till och med ett vykort, Även enstöringen Sara var på festen
- Exemplifierande: De hade bland annat köpt tekoppar, Till exempel kan du köpa mindre avokado

### Negerande satsadverbial
Negerande eller nekande adverbial används för att vända satsens polaritet från positiv till negativ. De kan också negera specifika satsled, alltså markera att delar av satsen inte gäller, och står då i anslutning till dessa satsled. Lednegation kan också markeras med betoning av det negerade ledet, med negationen på ordinarie position.
- Satsnegation: Jag har inte gått till affären (men jag har gått till restaurangen)
- Lednegation: Jag har gått inte till affären (utan till restaurangen)